# Като Рьохей
Като Рьохей (яп. 加藤凌平, 9 вересня 1993) — японський гімнаст, олімпійський чемпіон, чемпіон світу.

## Виступи на Олімпіадах
| Олімпіада   | Дисципліна         | Місце    |
| ----------- | ------------------ | -------- |
| Лондон 2012 | командний залік    | 2        |
| Лондон 2012 | вільні вправи      | 9 r1/2   |
| Лондон 2012 | кінь               | 21T r1/2 |
| Ріо 2016    | командна першість  | 1        |
| Ріо 2016    | абсолютна першість | 11       |
| Ріо 2016    | паралельні бруси   | 7        |